# Rudolf Jordan (Politiker)

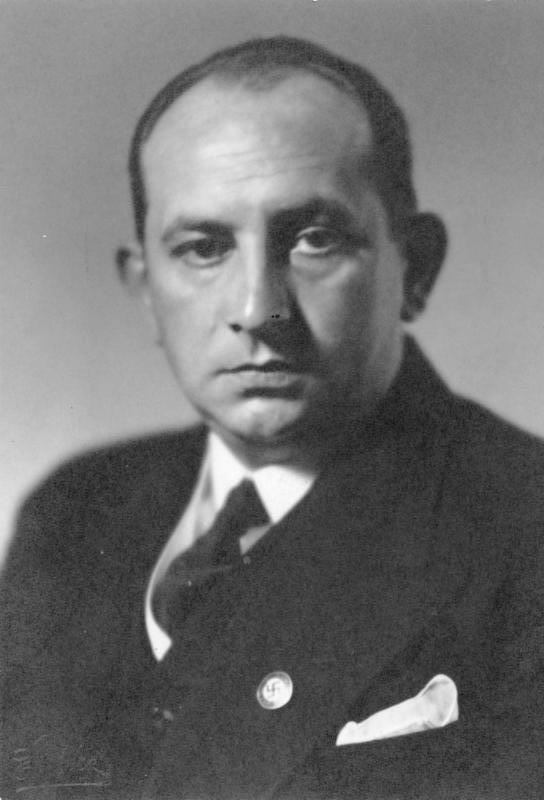
Rudolf Jordan (1933)

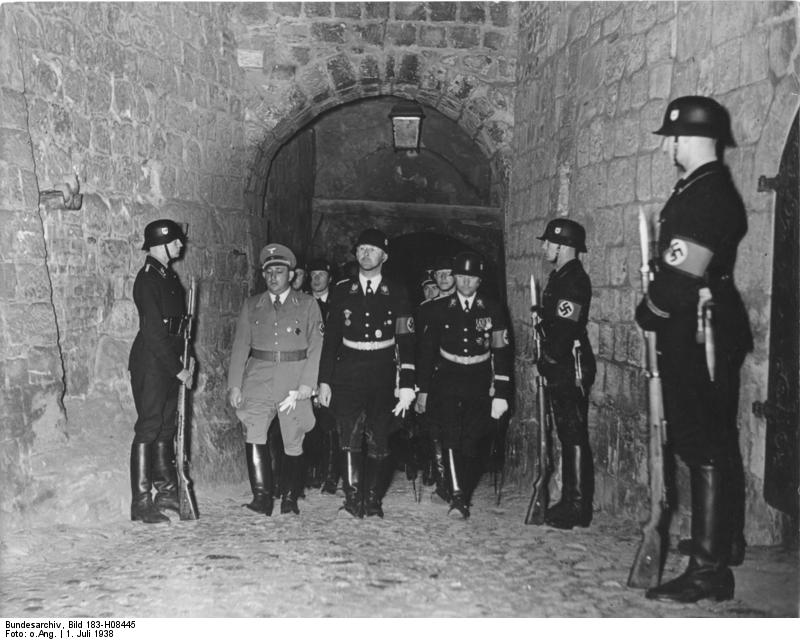
Rudolf Jordan mit Himmler bei der Heinrichs-Feier in Quedlinburg (1. Juli 1938)

Rudolf Jordan (* 21. Juni 1902 in Großenlüder; † 27. Oktober 1988 in Haar bei München) war im nationalsozialistischen Deutschen Reich NSDAP-Gauleiter von Halle-Merseburg und Magdeburg-Anhalt.

## Leben
Jordan entstammte einem bäuerlichen Umfeld, sein Vater war außerdem Kaufmann. Nach dem Besuch der Volksschule arbeitete Jordan zwischen 1916 und 1918 als Arbeiter in der Rüstungsindustrie. Dabei verdiente er so viel Geld, dass er nach Ende des Ersten Weltkriegs eine Ausbildung zum Lehrer in Fulda beginnen konnte. Dennoch zeigte er sich militärisch engagiert, so dass er von 1920 bis 1922 als Zeitfreiwilliger in die Reichswehr aufgenommen wurde. 1922 wurde Jordan Mitglied im Freikorps Oberland und beendete 1924 parallel seine Ausbildung zum Volksschullehrer.
Eine Anstellung als Lehrer während der Zeit großer Arbeitslosigkeit gelang ihm nicht, so dass er bis 1927 verschiedenen Arbeiten als Arbeiter, Angestellter und Freiberufler – unter anderem bei Verlagen und in Unternehmen der Werbebranche – nachging. 1927 konnte er als Lehrer Fuß fassen und arbeitete auch in der Heeresfachschule für Wirtschaft und Verwaltung in Fulda.
Bereits 1924 betätigte sich Jordan als Redner für den Völkisch-Sozialen Block und die Deutschvölkische Reichspartei, ohne jedoch Mitglied der beiden Parteien zu werden. Über diese bereits nationalistisch gesinnten Gruppierungen kam Jordan mit der NSDAP in Berührung, der er im Mai 1925 beitrat (Mitgliedsnummer 4.871).
Im November 1929 zog Jordan für die NSDAP in den Provinziallandtag von Hessen-Nassau ein und wurde im Dezember desselben Jahres zum einzigen NSDAP-Stadtrat von Fulda gewählt. Wegen dieser Ernennung wurde er wenige Tage später aus dem Schuldienst entlassen. Ebenfalls im Dezember 1929 gründete Jordan die Parteizeitung Fuldaer Beobachter (der Titel war angelehnt an den Völkischen Beobachter). 1930 wurde Jordan zum Redakteur der NSDAP-Wochenzeitung Der Sturm ernannt, die ihren Sitz in Kassel hatte.
Ab 19. Januar 1931 wurde Jordan zum NSDAP-Gauleiter im Gau Halle-Merseburg ernannt und begann nun innerhalb der Partei eine steile Karriere. So agierte er zwischen April 1932 und Oktober 1933 als Mitglied des Preußischen Landtages und wurde 1933 zum preußischen Staatsrat und zum SA-Gruppenführer ernannt. Unter seiner Leitung kam es zum Eisleber Blutsonntag am 12. Februar 1933.
Im selben Jahr begann die Herausgabe der Mitteldeutschen Tageszeitung, die Jordan selbst leitete. Am 10. April 1933 erfolgte seine einstimmige Wahl zum Bevollmächtigten der Provinz Sachsen im Reichsrat und im November 1933 seine Wahl zum Mitglied des Reichstages. Gemäß der Stellvertreter-Regelung, nach der ein stellvertretender Gauleiter nicht im selben Gau zum Gauleiter ernannt werden durfte, wurde Jordan nach dem Tod Wilhelm Friedrich Loepers am 20. April 1937 von Adolf Hitler persönlich zum Reichsstatthalter in Braunschweig und Anhalt und zum NSDAP-Gauleiter im Gau Magdeburg-Anhalt ernannt. Neuer Gauleiter von Halle-Merseburg wurde der stellvertretende und seit 1935 kommissarische Gauleiter von Magdeburg-Anhalt, Joachim Albrecht Eggeling. 1937 erfolgte Jordans Beförderung zum SA-Obergruppenführer.
1939 wurde Jordan Chef der Anhaltischen Landesregierung und Reichsverteidigungskommissar (RVK) im Wehrkreis XI. Am 16. November 1942 – nachdem die RVKs je einen Gau zugewiesen bekamen – wurde Jordan RVK in seinem Gau Magdeburg-Anhalt. Am 18. April 1944 erfolgte Jordans letzter Sprung auf der Karriereleiter, als er zum Oberpräsidenten der Provinz Magdeburg ernannt wurde.
In den letzten Kriegstagen konnte Jordan zunächst unter falschem Namen mit seiner Familie untertauchen. Doch bereits am 30. Mai 1945 wurde er von den Briten verhaftet und im Juli 1946 von den Westalliierten an die Sowjets ausgeliefert.
Ende 1950 – nach vier Jahren Haft in der sowjetischen Besatzungszone – wurde Jordan zu 25 Jahren Arbeitslager in der UdSSR verurteilt. Nach dem Besuch von Bundeskanzler Konrad Adenauer in Moskau konnten viele deutsche Kriegsgefangene und Zwangsdeportierte wieder nach Deutschland zurückkehren, darunter auch Jordan, der am 13. Oktober 1955 im Rahmen der „Heimkehr der Zehntausend“ entlassen wurde. Er erhielt eine Heimkehrerentschädigung von 6000 DM.
In den folgenden Jahren arbeitete er als Vertreter und zuletzt als Sachbearbeiter bei einem Flugzeughersteller.

## Ehrungen
In Halle (Saale) wurde auf Magistratsbeschluss am 19. Oktober 1933 der bisherige Thielenplatz in Rudolf-Jordan-Platz umbenannt.

## Schriften
- Der wissenschaftliche Sozialismus, 1925.
- Deutschland als Kolonie der Wallstreet, 1925.
- Vom Sinn dieses Krieges. Zentralverlag der NSDAP, Franz Eher Nachf. GmbH, Berlin 1941.
- Erlebt und erlitten. Weg eines Gauleiters von München nach Moskau., 1971.
- Im Zeugenstand der Geschichte. Antworten zum Thema Hitler., 1974.
- Der 30. Juni 1934. Die sog. "Röhm-Revolte" und ihre Folgen aus der Sicht eines Erlebniszeugen., 1984.

## Film
- Lebensläufe. Rudolf Jordan und Albrecht Eggeling – Die Gauleiter der NSDAP in Sachsen-Anhalt. Dokumentation, Deutschland, 2007, 45 Min., Buch und Regie: Ernst-Michael Brandt, Produktion: MDR, Erstausstrahlung: 11. November 2007, Inhaltsangabe (Memento vom 2. Januar 2004 im Internet Archive) vom MDR